# André Luge
André Luge (* 8. Februar 1991 in Chemnitz) ist ein deutscher Fußballspieler.

## Karriere
Luge begann in der Jugend des Altchemnitzer BSC und wechselte in die E-Jugend des Chemnitzer FC. Nach sechs Jahren in den verschiedenen Jugendmannschaften von Chemnitz wurde er von Werder Bremen angeworben und schloss sich deren U-17 an. Nachdem er in der Hansestadt die B-Jugend und A-Jugend durchlief, wechselte er im Sommer 2009 zum FC Carl Zeiss Jena. Am 5. Spieltag der Drittliga-Saison 2010/11 gab er sein Debüt gegen FC Bayern München II.
Im August 2011 löste Luge seinen Vertrag mit dem FC Carl Zeiss Jena auf und wechselte zum Oberligisten FSV Zwickau, mit dem er 2011/12 in die Regionalliga aufstieg. In der folgenden Saison 2012/13 stand Luge in 29 von 30 Ligaspielen in der Startelf und erzielte dabei elf Tore. Am Saisonende belegte er mit Zwickau den dritten Tabellenplatz.
Zur Saison 2013/14 wurde der Drittliga-Aufsteiger RB Leipzig sein neuer Arbeitgeber und Luge erhielt hier einen Vierjahresvertrag. Er konnte sich in Leipzig jedoch nicht durchsetzen. Erst auf Grund einer Verletzung von Stürmer Daniel Frahn kam Luge am 18. Spieltag, im Auswärtsspiel beim 1. FC Saarbrücken, zu seinem ersten Einsatz. Insgesamt spielte Luge sechsmal. Sein einziges Tor erzielte er im Heimspiel gegen die Stuttgarter Kickers – es war der 2:1-Siegtreffer. Am Ende der Saison konnte er mit der Mannschaft den Aufstieg in die 2. Bundesliga feiern.
Für die Saison 2014/15 wurde Luge an den Regionalligisten SV Elversberg ausgeliehen. Zur Saison 2015/16 wechselte er zum SSV Jahn Regensburg.
2017 wechselte er zum Bayernligisten DJK Vilzing. In seiner ersten Saison erzielte er 18 Tore für die Oberpfälzer.

## Erfolge
- Aufstieg in die 3. Liga 2016 mit dem SSV Jahn Regensburg
- Aufstieg in die 2. Fußball-Bundesliga 2017 mit dem SSV Jahn Regensburg